# María Adela Bonavita
María Adela Bonavita (San José, 4 de noviembre de 1900 - Montevideo, 9 de mayo de 1934) fue una poeta uruguaya.

## Biografía
En el único libro que publicó en su corta vida, Conciencia del canto sufriente, que contó con un prólogo de Pedro Leandro Ipuche, plasmó poesías de alta calidad lírica. También se publicó en la revista Asir una compilación de sus poesías sin editar en 1956.
Una calle en Montevideo, la recuerda y homenajea.

## Obra
- Conciencia del canto sufriente (1928)